# مولدافيا (إقليم)

شعار االمنطقة 1346 – 1859

إقليم مولدوفا شمالي شرقي رومانيا واحد من أقاليم رومانيا التسعة، يتضمن عدة محافظات رومانية منها سوتشافا ونيامتس وياش وبوتوشاني. يقع على الحدود مع جمهورية مولدوفا وقديما كانت منطقة واحدة قبل انفصال الجمهورية عن رومانيا وبقيت تسمية هذه المنطقة بهذا الاسم.